# Carol Anstey
Pour les articles homonymes, voir Anstey.
Carol Anstey est une femme politique canadienne de Terre-Neuve-et-Labrador. Elle est députée fédérale conservatrice de la circonscription terre-neuvienne de Long Range Mountains depuis 2025.
Précédemment candidate en 2021, Antsey est une agente immobilière et auteure du livre Called to his purpose: exposing Satan's plan to destroy your destiny.

## Ouvrage
- Carol Anstey, Called to his purpose: exposing Satan's plan to destroy your destiny, Primedia eLaunch, 2019 (ISBN 9781684547401)